# Johannes Mahr
Johannes Mahr (* 1941) ist ein deutscher Literaturwissenschaftler.

## Leben
Er promovierte 1968 an der Universität Würzburg in den Fächern Neuere Germanistik, Archäologie und Philosophie. 1969 wurde er wissenschaftlicher Assistent am Institut für Deutsche Philologie, 1979 bis 2006 war er Lehrer für Deutsch, Geschichte und Musik am Egbert-Gymnasium Münsterschwarzach der Abtei Münsterschwarzach. An der Universität Würzburg lehrte er als außerplanmäßiger Professor am Institut für Deutsche Philologie.

## Schriften (Auswahl)
- Michael Georg Conrad. Ein Gesellschaftskritiker des deutschen Naturalismus. Marktbreit 1986, ISBN 3-920094-49-2.
- Blüte in Ruinen. Leben und Werk des Münsterschwarzacher Abtes Johannes Burckhardt (1563–1598). Münsterschwarzach 1998, ISBN 3-87868-130-5.
- Die Märtyrer von Tokwon. Glaubenszeugen in Korea 1950–1952. Sankt Ottilien 2011, ISBN 978-3-8306-7508-2.
- Münsterschwarzach, 1200 Jahre einer fränkischen Abtei. Münsterschwarzach 2015, ISBN 3-89680-800-1.
- Schwarz aber schön. Die Abtei Münsterschwarzach im 20. Jahrhundert. 6 Bände in 7 Teilbänden.